# Пономарёв, Михаил Александрович (государственный деятель)
Михаил Александрович Пономарёв (2 сентября 1918, с. Берёзовка, Берёзовская волость, Кунгурский уезд, Пермская губерния, РСФСР — 30 августа 2001, Москва, Россия) — советский партийный и государственный деятель, член ЦК КПСС в 1976—1989 годах.

## Биография
Родился 2 сентября 1918 года в селе Берёзовка Пермской губернии. Член ВКП(б) / КПСС с 1939 года.
В 1941 году окончил физико-математический факультет Молотовского государственного университета (ныне Пермский государственный университет).

## Послужной список
- 1941—1943 гг. — глава политотдела МТС в Молотове.
- 1943—1944 гг. — преподаватель и заместитель начальника отдела областного комитета комсомола в Молотове.
- 1944—1946 гг. — 1-й секретарь областного комитета комсомола в Молотове,
- 1946—1947 гг. — инструктор ЦК ВЛКСМ,
- 1947—1951 гг. — начальник отдела областного комитета ВКП(б)/КПСС в г. Молотове,
- 1951—1953 гг. — секретарь областного комитета ВКП(б)/КПСС в г. Молотове,
- 1953—1955 гг. — 2-й секретарь областного комитета КПСС в г. Молотове,
- 1955—1959 гг. — заведующий сектором отдела партийных органов ЦК КПСС,
- 1959—1961 гг. — 1-й секретарь Калмыцкого областного комитета КПСС.
- с 9 августа 1961 года по 16 декабря 1983 года — 1-й секретарь Владимирского областного комитета КПСС[1]
- С 31 октября 1961 по 24 февраля 1976 года — кандидат в члены ЦК КПСС, а с 5 марта 1976 года по 25 апреля 1989 года — член ЦК КПСС.
- В 1983—1988 годах — заместитель председателя Комитета партийного контроля при ЦК КПСС, затем в отставке.

Депутат Верховного Совета СССР с 5-го по 10-й созывы включительно.

Семейное захоронение Пономарёвых

Умер 30 августа 2001 года в Москве. Похоронен во Владимире на кладбище «Байгуши» рядом с супругой — Августой Петровной.

## Награды
- Орден Ленина
- Орден Октябрьской Революции
- Орден Трудового Красного Знамени
- Орден «Знак Почёта»
- Медали

## Память
- На здании бывшего Владимирского областного комитета КПСС по адресу улица Никитская, дом 3, М. А. Пономарёву установлена памятная доска с текстом:[3]

«В этом здании с 1961 по 1983 годы работал Пономарёв Михаил Александрович — первый секретарь Владимирского обкома КПСС, внесший значительный вклад в социально-экономическое развитие области»

- В РГАКФД имеется фотография с участием М. А. Пономарёва.[4]